# Лугаль-анне-мунду
Лугаль-анне-мунду — наиболее значительный царь (лугаль) шумерского города Адаб ок. XXVI или XXV в. до н. э.
Лугаль-анне-мунду — единственный представитель династии Адаба, попавший в «Царский список».
В Адабе Лугаль-анне-мунду 
правил 90 лет в качестве царя.
 [Всего] один царь правил 90 лет.
 Адаб был повержен, 
[и] его престол был перенесён в Мари…
За время своего правления Лугаль-анне-мунду сумел и добиться контроля над всей Нижней Месопотамией, и навсегда утратить его. Кроме того, подчинил себе пространства от Средиземного моря до Загросских гор юго-западного Ирана. Весьма пространная надпись, в которой содержится информация о Лугаль-анне-мунду, была, по-видимому, составлена через 600—700 лет после описанных событий. Текст известен из двух фрагментов, якобы переписанных с оригинала в период правления вавилонских царей Аби-ешу и Амми-цадука. Она посвящена богине Нинту — «великой супруге Энлиля».
Лугаль-анне-мунду, согласно этому документу, был царём «четырёх стран света», правителем «который заставил чужеземцев регулярно платить ему дань, принёс мир (дословно, „заставил лежать на пастбищах“) народам всех земель, построил храмы всем великим богам, восстановил Шумер (в его прежней славе), правил всем миром». Далее текст перечисляет тринадцать энси и города-государства, где они правили; объединившись, они восстали против него и были повержены. Небезынтересно заметить, что большинство энси, даже эламских царств, носят семитские имена. Затем Лугаль-анне-мунду захватил гутиев, известных по более поздним документам самых опасных врагов Шумера, и ещё ряд стран — но текст на этом практически обрывается.
Основная часть документа посвящена строительству в Адабе храма с названием Энамзу, посвящённого верховному божеству города, богини матери Нинту. Храм был особенно замечателен семью башнями и семью воротами со своими особыми именами; например, «Высокая башня», «Великая башня», «Башня (божественных) Велений», «Высокие ворота», «Ворота Освежающей тени» и так далее. Когда строительство храма завершилось, рассказывает далее документ, Лугаль-анне-мунду посвятил его богине, принеся в жертву жирных быков и жирных овец «семь раз по семь»; и каждый визирь, или суккальмах, страны «Кедровой горы», Элама, Мархаши, Кутиев, Субира, Марту, Сутиев и Эанны (древний Урук) по очереди прибывали с пожертвованиями в храм Адаба, чтобы принять участие в праздничной церемонии. Это довольно необычное описание посвящения завершается надеждой, что богиня Нинту обеспечит долгую жизнь энси этих семи стран, если они и дальше будут приносить дары и жертвы храму Энамзу в Адабе.
Ученые подвергали сомнению достоверность этого текста, считая, что это всего лишь историко-литературная фикция, попытка вавилонян составить альтернативную историю своей страны. Однако выяснилось, что географическое членение в тексте очень древнее, современное эпохе Лугальаннемунду и ко времени написания текста сильно устаревшее. Это позволило более поздним шумерологам, включая Самюэля Н. Крамера, сделать вывод о том, что текст был составлен на основе более древних источников.
«Царский список» отводит, как и почти всем ранним царям Шумера, нереальные 90 лет правления.